# Naisten Vaahteraliiga 2009
La Naisten Vaahterahliiga 2009 è stata la 12ª edizione del campionato di football americano di primo livello femminile, organizzato dalla SAJL.

## Squadre partecipanti
| Club                 | Città     | Stadio | Sponsor ufficiale | Risultato nella stagione 2008 |
| -------------------- | --------- | ------ | ----------------- | ----------------------------- |
| Helsinki Lady Demons | Helsinki  |        |                   |                               |
| Helsinki Roosters    | Helsinki  |        |                   |                               |
| Jyväskylä Jaguars    | Jyväskylä |        |                   |                               |
| Kouvola Indians      | Kouvola   |        |                   |                               |
| Nokia Ghosthunters   | Nokia     |        |                   |                               |
| Oulu Northern Lights | Oulu      |        |                   |                               |

## Stagione regolare

### Calendario

#### 1ª giornata
| Helsinki 6 giugno 2009, ore 13:00 | Helsinki Lady Demons | 70 – 14 | Jyväskylä Jaguars | Velodromo di Helsinki |

| Kouvola 6 giugno 2009, ore 12:00 | Kouvola Indians | 0 – 56 | Oulu Northern Lights | Kouvolan keskusurheilukenttä |

| Nokia 7 giugno 2009, ore 14:00 | Nokia Ghosthunters | 6 – 76 | Helsinki Roosters | Keskusurheilukenttä |

#### 2ª giornata
| Helsinki 13 giugno 2009, ore 13:00 | Helsinki Roosters | 54 – 0 | Oulu Northern Lights | Velodromo di Helsinki |

| Helsinki 14 giugno 2009, ore 12:30 | Helsinki Lady Demons | 87 – 0 | Kouvola Indians | Velodromo di Helsinki |

| Jyväskylä 14 giugno 2009, ore 14:30 | Jyväskylä Jaguars | 80 – 28 | Nokia Ghosthunters | Palokan urheilukeskus |

#### 3ª giornata
| Oulu 4 luglio 2009, ore 13:00 | Oulu Northern Lights | 63 – 0 | Nokia Ghosthunters | Castrenin urheilukeskus |

| Kouvola 4 luglio 2009, ore 15:00 | Kouvola Indians | 0 – 65 | Jyväskylä Jaguars | Kouvolan keskusurheilukenttä |

| Helsinki 5 luglio 2009, ore 14:00 | Helsinki Roosters | 36 – 14 | Helsinki Lady Demons | Velodromo di Helsinki |

#### 4ª giornata
| Helsinki 10 luglio 2009, ore 19:00 | Helsinki Lady Demons | 88 – 8 | Nokia Ghosthunters | Velodromo di Helsinki |

| Helsinki 11 luglio 2009, ore 14:00 | Helsinki Roosters | 72 – 0 | Kouvola Indians | Velodromo di Helsinki |

| Jyväskylä 12 luglio 2009, ore 12:00 | Jyväskylä Jaguars | 51 – 6 | Oulu Northern Lights | Palokan urheilukeskus |

#### 5ª giornata
| Jyväskylä 19 luglio 2009, ore 12:00 | Jyväskylä Jaguars | 6 – 70 | Helsinki Roosters | Palokan urheilukeskus |

| Oulu 19 luglio 2009, ore 13:00 | Oulu Northern Lights | 18 – 76 | Helsinki Lady Demons | Castrenin urheilukeskus |

#### Recuperi 1
| Nokia 26 luglio 2009, ore 16:00 | Nokia Ghosthunters | 28 – 34 (d.t.s.) | Kouvola Indians | Siuron urheilukenttä |

### Classifica
La classifica della regular season è la seguente:
- PCT = percentuale di vittorie, G = partite giocate, V = partite vinte,  P = partite perse, PF = punti fatti, PS = punti subiti

| Pos. | Squadra              | PCT   | G | V | N | P | PF  | PS  |
| ---- | -------------------- | ----- | - | - | - | - | --- | --- |
| 1    | Helsinki Roosters    | 1.000 | 5 | 5 | 0 | 0 | 308 | 26  |
| 2    | Helsinki Lady Demons | .800  | 5 | 4 | 0 | 1 | 335 | 76  |
| 3    | Jyväskylä Jaguars    | .600  | 5 | 3 | 0 | 2 | 216 | 174 |
| 4    | Oulu Northern Lights | .400  | 5 | 2 | 0 | 3 | 143 | 181 |
| 5    | Kouvola Indians      | .200  | 5 | 1 | 0 | 4 | 34  | 308 |
| 6    | Nokia Ghosthunters   | .000  | 5 | 0 | 0 | 5 | 70  | 341 |

## Playoff

### Tabellone
|  | Semifinali | Semifinali           | Semifinali |                      |         | XII Finale        | XII Finale | XII Finale |  |
|  |            |                      |            |                      |         |                   |            |            |  |
|  | 1          | Helsinki Roosters    | 70         |                      |         |                   |            |            |  |
|  | 1          | Helsinki Roosters    | 70         |                      |         |                   |            |            |  |
|  | 4          | Oulu Northern Lights | 0          |                      |         |                   |            |            |  |
|  | 4          | Oulu Northern Lights | 0          |                      | 1       | Helsinki Roosters | 27         |            |  |
|  |            |                      |            |                      | 1       | Helsinki Roosters | 27         |            |  |
|  |            |                      | 2          | Helsinki Lady Demons | 28 o.t. |                   |            |            |  |
|  | 2          | Helsinki Lady Demons | 2          | Helsinki Lady Demons | 28 o.t. | 52                |            |            |  |
|  | 2          | Helsinki Lady Demons |            |                      |         |                   |            |            |  |
|  | 3          | Jyväskylä Jaguars    | 6          |                      |         |                   |            |            |  |

### Semifinali
| Helsinki 25 luglio 2009, ore 14:00 | Helsinki Roosters | 70 – 0 | Oulu Northern Lights | Myllypuro |

| Helsinki 25 luglio 2009, ore 17:00 | Helsinki Lady Demons | 52 – 6 | Jyväskylä Jaguars | Myllypuro |

### XII Finale
| Helsinki 2 agosto 2009, ore 15:00 | Helsinki Roosters | 27 – 28 (d.t.s.) | Helsinki Lady Demons | Velodromo di Helsinki |

## Verdetti
- Helsinki Lady Demons Campionesse della Finlandia 2009